# Sarah Hunter (judoka)
Sarah Hunter es una deportista australiana que compitió en judo. Ganó una medalla de oro en el Campeonato de Oceanía de Judo de 2006 en la categoría de –70 kg.

## Palmarés internacional
| Campeonato de Oceanía | Campeonato de Oceanía | Campeonato de Oceanía | Campeonato de Oceanía |
| Año                   | Lugar                 | Medalla               | Categoría             |
| --------------------- | --------------------- | --------------------- | --------------------- |
| 2006                  | Papeete (Francia)     | Medalla de oro        | –70 kg                |